# Янне Оянен
Янне Юхані Оянен (фін. Janne Juhani Ojanen; народився 9 квітня 1968 у м. Тампере, Фінляндія) — фінський хокеїст, центральний нападник. 
Вихованець хокейної школи «Таппара» (Тампере). Виступав за «Таппара» (Тампере), «Нью-Джерсі Девілс», «Ютіка Девілс» (АХЛ), «Цинциннаті Сайклонс» (ІХЛ), ХК «Лугано», ХК «Мальме».
У складі національної збірної Фінляндії провів 205 матчів (50 голів, 74 передачі); учасник зимових Олімпійських ігор 1988 і 1994, учасник чемпіонатів світу 1987, 1988, 1994, 1995, 1996 і 1997, учасник Кубка Канади 1987 і 1991, учасник Кубка світу 1996. У складі молодіжної збірної Фінляндії учасник чемпіонату світу 1987. У складі юніорської збірної Фінляндії учасник чемпіонату Європи 1986.
Срібний призер зимових Олімпійських ігор 1988, бронзовий призер (1994). Чемпіон світу (1995), срібний призер (1994). Чемпіон Фінляндії (1987, 1988, 2003), срібний призер (2001, 2002), бронзовий призер (2008).